# Atlantgrodd
Atlantgrodd (Oikopleura labradoriensis) är en ryggsträngsdjursart som beskrevs av Lúcia Garcez Lohmann 1892. Atlantgrodd ingår i släktet Oikopleura och familjen lysgroddar. Det är osäkert om arten förekommer i Sverige. Inga underarter finns listade i Catalogue of Life.
Arten förekommer i norra Atlanten, i Norra ishavet och i norra Stilla havet. Den når även norra Nordsjön och Skagerrak men i södra Nordsjön hittas bara glest fördelade exemplar.
Kroppen är 1,4 till 2,4 mm lång och långsträckt. Vid svansens spets finns några håriga utskott. Atlantgrodd är liksom de flesta appendikularier (Copelata) hermafrodit.